# Roemenië op het Eurovisiesongfestival 2008
Roemenië nam deel aan het Eurovisiesongfestival 2008 in Belgrado (Servië). Het was de 10de deelname van het land op het Eurovisiesongfestival. De nationale finale, Selecţia Naţională genoemd. De TVR was verantwoordelijk voor de Roemeense bijdrage voor de editie van 2008.

## Selectieprocedure
De nationale finale bestond uit 2 halve finales die plaatsvonden op 9 en 16 februari. In elke halve finale namen 12 artiesten deel, waarvan 6 doorgingen naar de finale.
De finalisten werden bepaald door 50% televoting en 50% jury.
Aan de finale namen uiteindelijk 12 artiesten deel.

### Halve finale 1
| Volgorde | Artiest                    | Lied                     | Punten | Plaats |
| -------- | -------------------------- | ------------------------ | ------ | ------ |
| 1        | Nico & Vlad Miriță         | Pe-o margine de lume     | 284    | 1      |
| 2        | Inesa                      | La storia della pioggia  | 89     | 11     |
| 3        | Adrian Enache              | Te Iubesc                | 114    | 8      |
| 4        | LaGaylia Frazier           | Dr. Frankenstein         | 174    | 5      |
| 5        | New Effect feat. Gentiana  | Zamira                   | 119    | 7      |
| 6        | Tabasco                    | Love Is All I Need       | 170    | 6      |
| 7        | Cătălin Josan              | When We're Together      | 217    | 3      |
| 8        | Daniela Nicol              | Why                      | 112    | 10     |
| 9        | Yana                       | C'est la Vie             | 113    | 9      |
| 10       | Leo Iorga & Pacifica       | Prea mici sunt cuvintele | 206    | 4      |
| 11       | Ana Mardare & Irvin Doomes | Heaven                   | 87     | 12     |
| 12       | Simona Nae                 | The Key of Life          | 229    | 2      |

### Halve fianle 2
| Volgorde | Artiest                     | Lied               | Punten | Plaats |
| -------- | --------------------------- | ------------------ | ------ | ------ |
| 1        | Monique                     | Vânt de vară       | 45     | 12     |
| 2        | Lucia Dumitrescu            | Dragostea Mea      | 99     | 9      |
| 3        | Nico                        | Fight For Life     | 119    | 8      |
| 4        | Nicola                      | Fairytale Story    | 206    | 3      |
| 5        | Zero                        | Come This Way      | 189    | 5      |
| 6        | Rednex feat. Ro-mania       | Railroad, Railroad | 158    | 7      |
| 7        | VH2                         | Follow Me          | 186    | 6      |
| 8        | Viper                       | Mas Conmigo        | 63     | 11     |
| 9        | Cătălin Josan               | Run Away           | 206    | 4      |
| 10       | Imba                        | Yeke, Yeke         | 95     | 10     |
| 11       | Biondo                      | Shine              | 278    | 1      |
| 12       | Paula Seling & Provincialii | Seven Days         | 228    | 2      |

### Finale
| Volgorde | Artiest                     | Lied                     | Punten | Plaats |
| -------- | --------------------------- | ------------------------ | ------ | ------ |
| 1        | Leo Iorga & Pacifica        | Prea mici sunt cuvintele | 164    | 6      |
| 2        | Zero                        | Come This Way            | 181    | 5      |
| 3        | Paula Seling & Provincialii | Seven Days               | 208    | 3      |
| 4        | Nicola                      | Fairytale Story          | 162    | 7      |
| 5        | Tabasco                     | Love Is All I Need       | 126    | 8      |
| 6        | Rednex feat. Ro-mania       | Railroad, Railroad       | 96     | 9      |
| 7        | LaGaylia Frazier            | Dr. Frankenstein         | 93     | 10     |
| 8        | Biondo                      | Shine                    | 264    | 2      |
| 9        | Cătălin Josan               | Run Away                 | 197    | 4      |
| 10       | Simona Nae                  | The Key of Life          | 73     | 11     |
| 11       | Yana                        | C'est la Vie             | 37     | 12     |
| 12       | Nico & Vlad Miriță          | Pe-o margine de lume     | 271    | 1      |

## In Belgrado
In de eerste halve finale moest Roemenië aantreden als 17de, net na Finland en voor Rusland. Bij het openen van de enveloppen bleek het land erbij te zitten. Men ontving 94 punten en eindigde daarmee op een 7de plaats.
Men ontving 1 keer het maximum van de punten.
België en Nederland hadden respectievelijk 6 en 3 punten over voor deze inzending.

In de finale moest men aantreden als 1ste net voor het Verenigd Koninkrijk . Op het einde van de avond bleken ze op een teleurstellende 20ste plaats te zijn geëindigd met 45 punten. 
Men ontving 2 keer het maximum van de punten.
België en Nederland hadden geen punten over voor deze inzending.

### Gekregen punten

#### Halve Finale
| 12 punten             | 10 punten | 8 punten                        | 7 punten  | 6 punten                                                  |
| --------------------- | --------- | ------------------------------- | --------- | --------------------------------------------------------- |
| - Moldavië            |           | - Griekenland - Israël - Spanje | - Ierland | - Andorra - Azerbeidzjan - België - San Marino - Slovenië |
| 5 punten              | 4 punten  | 3 punten                        | 2 punten  | 1 punt                                                    |
| - Armenië - Noorwegen |           | - Duitsland - Nederland - Polen |           | - Finland - Rusland                                       |

#### Finale
| 12 punten           | 10 punten              | 8 punten           | 7 punten | 6 punten     |
| ------------------- | ---------------------- | ------------------ | -------- | ------------ |
| - Moldavië - Spanje |                        |                    |          | - Israël     |
| 5 punten            | 4 punten               | 3 punten           | 2 punten | 1 punt       |
|                     | - Frankrijk - Portugal | - Cyprus - Ierland |          | - San Marino |

### Punten gegeven door Roemenië

#### Halve finale 1
Punten gegeven in de halve finale:
| 12 punten | Griekenland  |
| 10 punten | Moldavië     |
| 8 punten  | Rusland      |
| 7 punten  | Azerbeidzjan |
| 6 punten  | Israël       |
| 5 punten  | Armenië      |
| 4 punten  | Noorwegen    |
| 3 punten  | Nederland    |
| 2 punten  | Polen        |
| 1 punt    | Slovenië     |

#### Finale
Punten gegeven in de finale:
| 12 punten | Griekenland  |
| 10 punten | Rusland      |
| 8 punten  | Turkije      |
| 7 punten  | Servië       |
| 6 punten  | Israël       |
| 5 punten  | Noorwegen    |
| 4 punten  | Armenië      |
| 3 punten  | Oekraïne     |
| 2 punten  | Azerbeidzjan |
| 1 punt    | Kroatië      |

1994 · 1995-1997 · 1998 · 1999 · 2000 · 2001 · 2002 · 2003 · 2004 · 2005 · 2006 · 2007 · 2008 · 2009 · 2010 · 2011 · 2012 · 2013 · 2014 · 2015 · 2016 · 2017 · 2018 · 2019 · 2020 · 2021 · 2022 · 2023 · 2024-2025